# Saparmyrat Atabaýew
Saparmyrat Atabaýew (ur. 30 maja 1999) – turkmeński szachista, mistrz międzynarodowy od 2017 roku.

## Kariera szachowa
Trzykrotnie reprezentował swój kraj na olimpiadzie szachowej, w latach 2014, 2016 i 2018. Zakwalifikował się do pucharu świata w 2021 roku, gdzie w pierwszej rundzie zremisował z Viktorem Erdősem. Wziął udział w turnieju The 3rd the belt and road Chess Open, gdzie zajął 2. miejsce, zdobywając 6,5 pkt. W grudniu 2023 zagrał w festiwalu szachowym, który odbył się w Taszkencie, gdzie udało mu się spełnić ostatnią normę do otrzymania tytułu arcymistrza szachowego.
Najwyższy ranking w dotychczasowej karierze osiągnął 1 maja 2024 roku, z wynikiem 2514 punktów.